# やまだひさし
やまだ ひさし（本名：山田 尚〔読み同じ〕、5月4日 - ）は、日本のラジオDJ、ナレーター、声優。Twitterでは『喋り屋』となっている。北海道釧路市出身。北海道札幌藻岩高等学校卒業。愛称は「やまちゃん」「やまさん」など。改名前は「山田尚」「山田ひさし」「ホワカマ」「YAMA」とも称していた。 ユークリッド・エージェンシー所属。

## プロフィール
血液型A型。靴のサイズは25.5 cm。3歳下の妹がいる。
愛車は電動アシスト自転車の「エアロアシスタント angee」。

## 来歴
劇団「夢の遊眠社」に所属時に、同じく団員だった藤岡太郎と知り合い、お笑いコンビ「山田太郎」を結成。1987年12月に劇団を退団後、プロダクション人力舎に移籍しコンビ名を「東風」（とんぷう）と改名するも、人知れず解散。解散後、ケイダッシュに移籍しTETSUとパフォーマンス・ユニット「CLOSET FREAK」として中京テレビ放送『クローゼットフリークショー』に出演。シングル「JUNK」、アルバム「1G」（以上日本コロムビア）「まぜるな危険」（ソニー）をリリースした。
1999年からは、『やまだひさしのラジアンリミテッド』（TOKYO FM）のDJとして全国区デビューし、2000年5月に第37回ギャラクシー賞ラジオ部門DJパーソナリティ賞を受賞した。トーク内容は下ネタが多分に含まれており、リスナーに対しては、たとえ未成年の女性であっても必ずと言っていいほど下ネタを振る。また、オフィシャルサイトを持っているが、「言いたいことは殆どラジオで喋っている」という理由で、ほとんど更新していない。だがフリートークは苦手な方で、「基本的に原稿棒読み」と本人は語っている。
「やまだひさし」名義での活動以降は『ラジアンリミテッド』以外にもTOKYO FMのホリデースペシャルなどは担当したことがあるが、JFN系以外の地上波ラジオ局にはレギュラー出演したことはなく、『ラジアンリミテッド』の後続番組である『SCHOOL OF LOCK!』の理事長としても名を連ねている。
2024年1月9日、ユークリッド・エージェンシーに1月1日から所属したことを公表した。

## 芸風
- 白髪と眼鏡（サングラス）がトレードマーク。
- 基本的にはラジオを中心に活動。
- 趣味はパソコンで、インターネットコンサルタントの経歴も持つほか、AIR-G'でパソコンの出前講座をやっていたこともある。
- 『ラジアンリミテッドDX』内の企画で、日本野菜ソムリエ協会が行う「ジュニア・ベジタブル&フルーツマイスター（野菜ソムリエ）」の試験を受け、350点以上合格のところ435点を獲得して合格。男性ラジオDJでは初めて資格を取得した。

やまだが受けた試験の合格率は90％だった。一緒に試験を受けた『ラジアンリミテッドDX』月曜日の構成作家・阿部も419点を獲得し、合格している。
- ニコニコ動画内のニコニコ生放送において公式生放送番組の司会を務めているほか、ラジオ番組『ニコラジ』のパーソナリティを務める。それとは別に、自分で運営しているコミュニティでユーザー生放送を行うこともある。
- TOKYO FMで昼の番組が始まって以降、『シナプス』（昼）における自分を“白やまだ”、『ニコラジ』『やまだひさしのラジアンリミテッドF』(夜)における自分を“黒やまだ”と称している。
- 巻き舌を多用するのが特徴で、ジングル・提供クレジットを巻き舌を用いて読み上げることが多い。

## 北海道タレントとして
- 「『がっつり』という言葉を流行させたのは自分だ」と公言しており、過去にはgoo辞書で「発端である人物」としてやまだの名前が記載されていたことがある（辞書によれば、あくまで「そのような説がある」という程度の記述）。元々は北海道の沿岸地方で使われている方言で、釧路生まれ・釧路育ちの山田の両親が日常的に使っていた言葉だという[4]。またそれに関連し、2005年8月2日の『ラジアンリミテッドDX』では東洋水産（マルちゃん）とカレー味の焼きそばの共同開発を行うことが発表され、翌年1月に「でかまる カレー焼そば がっつりジャガイモ編」が発売された。
- 北海道から上京した際、最初に住んだ町は八王子。「乗り換え無しで新宿へ出られて、尚且つ広くて家賃が安い部屋」という条件を提示したところ、該当する物件を不動産屋に紹介されたが、土地勘が全く無かったため迷わず選んだ。後に「さすがに八王子は都心から遠い」と感じるようになり、調布市・二子玉川・中目黒・大森と、都心へ比較的容易に出られる場所へ転々と移り住んでいる。
- 番組の出演をきっかけとして親しくなったアーティストが多く、交流も頻繁にあるとのこと。その中でもGLAYとは同郷であるためか、番組内でもネタにする頻度が高い。
- 同じ北海道出身の大泉洋は同じ高校の先輩後輩の間柄で、親交も深い。また同じラジオパーソナリティーとして福山雅治とも親交が深い。

## 環境保護運動
- DJ活動と並行した執筆・イベントなどを通し、環境問題にも取り組んでいる[5]。
- 環境保護運動にも力を入れており、2003年頃から「自称カリスマエコDJ」を名乗っている[5]。『ラジアンリミテッドDX』の企画でも、低公害車で全国を巡ったり、エコへの取り組みを詠む川柳の募集などを行っていた[5]。また、2007年2月には、自らの企画・司会により都内で無料の「エコライブ」を開催し、親交のあるGLAY、絢香らが出演した[5]。この模様は北海道テレビ『素晴らしい世界』2007年4月20日放送分でも紹介された。

## 出演

### ラジオ番組
- てつと山田（秋田放送）
- はいぱぁナイト（1994年10月 - 1995年9月。KBS京都ラジオ）
- ラジオのチカラ（1995年10月 - 1996年9月。bayfm）
- みのもんたのウィークエンドをつかまえろ（1997年4月 - 1998年3月。文化放送）「タウンクイズ」に出演。
  - クローゼットフリーク時代に担当。
- やまだひさしのラジアンリミテッド（1999年4月 - 2002年9月。TOKYO FM・JFN）
  - やまだひさしのラジアンリミテッドDX（2002年10月 - 2010年3月。TOKYO FM・JFN）ただし木曜はFM北海道（AIR-G'）とFM福岡を除いて放送。
  - やまだひさしのラジアンリミテッドF（2010年4月 - 2025年3月。JFN）
    - 2018年4月7日からFM北海道とFM福岡での放送は終了。しかし、2019年3月2日からFM北海道での放送再開。2020年3月27日でK-MIXでの放送は終了していたが、2021年4月に再開。また、TOKYO FMは2021年12月をもって放送終了し、JFNC制作に変更された。
    - 末期は、TOKYO FM（最終回のみ臨時ネット）・InterFM897・FM大阪・エフエム福岡を除くJFN35局ネットで放送している。
- 大盛!ラジオ定食（2005年11月23日。エフエム山口開局20周年特番）

第2部に出演。この前日は「仙台に滞在していた」という。その後は東京に戻って『ラジアンリミテッドDX』の生放送に臨んだ。
- シナプス（2010年4月 - 2013年3月28日。TOKYO FM）
  - あぐりずむ（2010年1月4日 - 2013年3月28日。TOKYO FM・JFN（時差ネット））※シナプスの内包番組
- TOKYO FM開局40周年特別番組｢TOKYO FM 40th Anniversary Special POINT LOVE UNITED!｣(2010年4月26日)メインナビゲーター。
- SingerSongDriversの和気あいあい（2021年7月4日・7月11日ゲスト出演。文化放送について、『ラジアンリミテッド』のギャラクシー賞について話した。SingerSongDriversが、ジュンヤが「ラジアンのファンということをきっかけに、ゲスト出演した。）

### テレビ番組
テレビドラマ
- 『世にも奇妙な物語第2シリーズ「シンデレラ」』（1991年、フジテレビ） （山田ひさし名義）

バラエティ
- やまだひさしのランキングチョモランマ（viewsic／終了）
- すぽると!（フジテレビ）

金曜日の「世界基準」のコーナーのナレーターを2008年3月まで務めた。2004年は土曜の野球速報ナレーターだった。
- FNS5000番組10万人総出演 がんばった大賞シリーズ（フジテレビ）

2003年秋から、ドラマNG集のナレーターを毎回務める。
- みんなが出るテレビ（テレビ神奈川／終了）

2004年5月の番組開始から2006年3月までは黒子で後姿の出演だったが、2006年4月から最終回（2008年12月）まではマイクの被り物をしていた（番組ではやまだMICの名前で出演）。
- 素晴らしい世界（北海道テレビ）

2006年11月2日より放送。TEAM-NACSの音尾琢真と共演。
- ゴゴイチ! 〜SPACE SHOWER CHART SHOW〜（スペースシャワーTV／終了）

放送開始当時（2003年4月）からVJを担当していた。2006年3月26日をもって終了。
- やまだひさしのJobcafeTV（ミヤギテレビ／終了）
- 所さんの日本ジツワ銀行（日本テレビ）
- ayu ready?（フジテレビ、2002年10月-2004年3月、ナレーション）
- ASAYAN（テレビ東京）

2001年4月の番組リニューアル時から終了までの1年間、ナレーターを務めた。
- SDM発!（フジテレビ）

『ラジアンリミテッドDX』と同時間帯で放送されたのを利用し、生放送中にスタジオの映像を同時生中継した。
- GOGO5時（北海道テレビ）

やまだの人生初出演番組。
- オレたち!クイズMAN（TBSテレビ）

『華麗なるクイズ』の進行役（天の声）。
- HTB開局40周年記念「〜ありがとう40年〜全部たしたら10時間!ユメミル広場に大集合!!」(北海道テレビ、2008年8月29日・30日)

その他
- 岩手/宮城/福島 合同特別番組 明日への羅針盤 ～震災から8年 目指した復興は～（岩手めんこいテレビ、仙台放送、福島テレビ、2019年3月11日）

### インターネット番組
- ニコラジ（2010年4月ｰ2017年9月）（ニコニコ動画）

ニコニコ動画内の生ラジオ番組。月曜～木曜担当。
- ニコニコ生放送（ニコニコ動画）

不定期ではあるが様々な番組で司会を務めている。
「やまちゃんねる」

### 著書
- やまだひさしの日本縦断（エコ）アンリミテッド（ソニー・マガジンズ）（書籍情報：ISBN 4-7897-2142-6）

発売当初は全国の書店でサイン会を行ったが、本人は「あまり売れていない」と言っている。
- 永遠に語り継ぎたい 3.11の素敵な話(2012年、ぱる出版)ISBN 978-4827207149

### 雑誌
- Lingkaran（ソニー・マガジンズ）

「やまだひさしのエコもの探検隊」というコラムを連載している。また、インターネット上でも公開されている。

### WEB
- Re-Style やまだひさしEDITTION
- やまだひさしのエコプロダクツブログ with リンカラン+環境goo+エコプロダクツ2005（2005年10月20日 - 2005年12月19日）（goo）
- やまだひさしのエコグッズ特捜部（楽天市場）

### 吹き替え
- ファインディング・ニモ（ロブスター 役）
- スーパーナチュラル（ビクター・ヘンリクセン 役）
- 24 -TWENTY FOUR-（館内放送の声、フレデリックス 役）

### 映画
- 『ボクが病気になった理由第三話』（1990年） - 救急隊員 役 （山田ひさし名義）
- 下弦の月〜ラスト・クォーター（2004年） - CDショップ店員 役
- 天使（2006年）- クラブのマスター 役

### テレビアニメ
- ONE PIECE（2005年） - 紳士 役

### CM
- 本田技研工業 「フリードスパイク」（2010年）- ナレーション

### コンサート
- AAA 5th Anniversary Premium Award （2010年9月11日、19日）- 司会

### その他
- レッドブル・エアレース・ワールドシリーズ 2017年千葉大会（2017年6月3日 - 4日、幕張海浜公園） - 大会オフィシャルサポーター[7]